# Cássia Eller (documentário)
Cássia Eller é um documentário biográfico brasileiro de 2014 dirigido por Paulo Henrique Fontenelle sobre a vida e carreira da cantora Cássia Eller. O documentário foi eleito pelo público como melhor documentário brasileiro na Mostra Internacional de Cinema de São Paulo.

## Produção
O diretor Paulo Henrique Fontenelle contou que, logo após completar o documentário sobre Arnaldo Baptista, Loki, ouvindo Cássia Eller cantar, pensou quão pouco sabia sobre ela e a curiosidade o levou a pesquisar. A primeira coisa que Fontenelle fez foi mandar um e-mail para a companheira de Cássia, Maria Eugênia, falando na possibilidade de um filme. Ela respondeu após um mês e disse que o filho de Cássia, Chicão, tinha gostado de Loki, dando assim carta branca para Fontenelle fazer o documentário. Eugênia disse apenas que não queria que ele endeusasse nem demonizasse Cássia e liberou para abordar tudo. O documentário demorou quatro anos para ficar pronto e é uma co-produção entre a Migdal Filmes e a GNT.
Cartas pessoais de Cássia são lidas pela atriz Malu Mader, que entrou no projeto na última semana, quando o filme tinha que ficar pronto para um festival e o diretor não conseguia encontrar ninguém certo para fazer a narração. Fontenelle disse que lembrou do tom grave de Mader porque queria uma voz que fosse parecida, mas não tão identificável e que não imitasse a voz de Cássia.

## Lançamento
O documentário estreou no Festival do Rio em 6 de outubro de 2014 sob o título "Cássia". Em 19 de outubro de 2014, o documentário foi exibido na 43ª Mostra Internacional de Cinema de São Paulo. A versão exibida nos festivais tinha 120 minutos. Em 29 de janeiro de 2015, o documentário foi lançado nos cinemas do Brasil. Em 28 de maio de 2015, o documentário foi exibido no canal GNT.

## Elenco
| Entrevistados (por ordem nos créditos) |
| -------------------------------------- |
| Anna Butler                            |
| Arthur Dapieve                         |
| Deborah Dornellas                      |
| Dora Galesso                           |
| Elisa de Alencar                       |
| Fernando Nunes                         |
| Francisco Eller                        |
| Janete Dornellas                       |
| João Viana                             |
| Lan Lan                                |
| Leonardo Netto                         |
| Luiz Brasil                            |
| Marcelo Saback                         |
| Maria Eugênia Vieira Martins           |
| Mayrton Bahia                          |
| Nanci Ribeiro dos Reis                 |
| Nando Reis                             |
| Nelson Faria                           |
| Oswaldo Montenegro                     |
| Ronaldo Villas                         |
| Rúbia Eller                            |
| Tárik de Souza                         |
| Walter Villaça                         |
| Wanderson Eller                        |
| Zélia Duncan                           |